# Manfred Eigen
Manfred Eigen (født 9. maj 1927, død 6. februar 2019) var en tysk biofysisk kemiker. Sammen med Ronald George Wreyford Norrish og George Porter modtog han nobelprisen i kemi i 1967 for deres arbejde med at måle hurtige kemiske reaktioner. Samme år modtog han Linus Pauling Award.